# Сердюк Олександр Іванович
Серд́юк Олексáндр (Лесь) Іванович (27 червня 1900, с. Бзів, Баришівський район, Київська область — 14 грудня 1988, Харків) — український актор театру (героїчного й характерного плану) та кіно. Лауреат Сталінської премії (1947, 1948).Народний артист СРСР (1951). Нагороджений орденами Леніна, Трудового Червоного Прапора, медалями.
Батько актора Леся Сердюка.

## Життєпис
Олександр Сердюк народився 27 червня 1900 року в селі Бзів (нині Баришівський район, Київська область), у селянській родині.
Закінчив Державний музично-драматичний інститут ім. М. Лисенка (1919).
Дебютував у Театрі імені Тараса Шевченка (Київ, 1919–1922). У 1922–1934 — у театрі «Березіль».
Як режисер відтворив виставу «Березоля» — «Сава Чалий».
З 1934 — у Харківському театрі ім. Шевченка (його мистецький керівник — 1957–1962).
З 1958 р. — професор Харківського театрального інституту (тепер Університет мистецтв).
Похований на міському кладовищі в Харкові (надгробок В. Литвинова).
Йому присвячено фільми: «Зустріч із собою» (1968, Харківська студія телебачення), «Харків Леся Сердюка» (1995, телестудія «Ніка-Арс»).

### Найкращі ролі
Том Кіттлінґ («Секретар Профспілки» за Л. Скатом), Барон («Жакерія» за П. Меріме), граф Шарль («Євгенія Гранде» за О. Бальзаком), Клавдій («Гамлет» В. Шекспіра); в укр. репертуарі: Сава Чалий (в однойменній драмі І. Карпенка-Карого), Мокій («Мина Мазайло» М. Куліша), Командор («Камінний господар» Л. Українки), Микита («Ярослав Мудрий» І. Кочерги), Богун, Кобза («Богдан Хмельницький», «Загибель ескадри» О. Корнійчука) та ін.
Зіграв у кіно ролі: Семена Неживого («Коліївщина», 1933), поміщика Свічки («Прометей», 1936), Назара («Назар Стодоля», 1937), Андрія («Запорожець за Дунаєм», 1937), воїна-поета («Українські мелодії», 1945), Гната Підкови («Доля Марини», 1953), Миколи Воркалюка («Любов на світанні», 1957), «Загибель ескадри» (1965).

### Пам'ять
- У 1933—1935 роках О. Сердюк позував скульптору М. Манізеру для фігур повстанця з косою та козака, що розривав пута, багатофігурного пам'ятника Шевченкові в Харкові
- На будівлі в Харкові, де жив О. Сердюк, встановлена меморіальна дошка.
- Актору посвячені фільми: «Зустріч з собою» (1968, Харківська студія телебачення), «Харків Леся Сердюка» (1995, телестудія «Ніка-Арс»).